# Photobucket
Photobucket es un sitio web que recibe imágenes, video, slideshows y fotos. Fue fundado en 2003 por Alex Welch y Darren Crystal y recibió la financiación de Trinity Ventures. Fue adquirido por la Fox Broadcasting Company en  2007.

## Características
Photobucket se utiliza generalmente para álbumes fotográficos personales, el almacenaje de avatares exhibidos en foros de Internet, y el almacenaje de vídeos. Photobucket también es usado frecuentemente para cuentas de eBay, de MySpace (ahora primo corporativo), de Bebo, de Neopets, de Facebook, de LiveJournals, etc. Los usuarios pueden mantener sus álbumes privados, permitir el acceso por contraseña, o abrirlos a todo el público.
Photobucket tiene muchas limitaciones: Ofrece 500 MB de almacenamiento libre (en teoría ilimitado con una cuenta de pago), anchura de banda mensual libre de 10 GB (eran 100GB, pero disminuyó a 25GB en julio de 2008 y posteriormente a 10 GB en 2010). Las fotos subidas deben ser más pequeñas de 1 MB (sin límite con cuenta de pago), los vídeos subidos deben durar 5 minutos o menos (siendo 10 minutos, en caso de poseer una cuenta de pago).
Puesto que Photobucket no permite contenidos explícitos o sexuales, pueden quitar el contenido debido a las violaciones de sus términos de uso. 
Photobucket apoya cargas por teletratamiento FTP, pero el usuario debe tener cuenta de pago. Apoyan a Windows XP Publisher como alternativa al FTP. Esta opción también está disponible en cuentas gratuitas.

## Photobucket y la AI
En la actualidad, Photobucket sitio web que se especializa en el alojamiento de imágenes y videos, se encuentra en conversaciones con empresas del rubro de inteligencia generativa (AI) con el objetivo de entrenar algoritmos para licenciar contenido.